# WFV-Pokal 2008/09
WFV-Pokalsieger 2009 wurde der seinerzeitige baden-württembergische Oberligist SG Sonnenhof Großaspach, der im Endspiel am 2. Juni 2009 in der Schwieberdinger Felsenberg-Arena die SpVgg 07 Ludwigsburg besiegte. Mit dem Gewinn des WFV-Pokals qualifizierte sich der Klub für den DFB-Pokal 2009/10.
Der Titelgewinn war der erste Pokalsieg in der Geschichte von Sonnenhof Großaspach, im selben Jahr gewann die Mannschaft auch die Meisterschaft in der Oberliga Baden-Württemberg 2008/09 und stieg in die viertklassige Regionalliga Süd auf. Der württembergische Verbandsligist aus Ludwigsburg verpasste bei seiner dritten Finalteilnahme den zweiten Titelgewinn nach 1974.
Die ersten drei Runden des Pokalwettbewerbs wurden in vier regionalen Gruppen ausgetragen. Ab dem Achtelfinale wurde verbandsweit gespielt.

## Viertelfinale
|                         | Ergebnis  |                      |
| ----------------------- | --------- | -------------------- |
| TSG Balingen II         | 0:2       | SpVgg 07 Ludwigsburg |
| Stuttgarter Kickers II  | 0:2       | 1. FC Heidenheim     |
| FV Illertissen          | 2:0       | VfR Aalen            |
| SG Sonnenhof Großaspach | 2:1 n. V. | SSV Reutlingen 05    |

* Klassentiefere Mannschaften genießen Heimrecht

## Halbfinale
|                         | Ergebnis |                  |
| ----------------------- | -------- | ---------------- |
| SpVgg 07 Ludwigsburg    | 1:0      | FV Illertissen   |
| SG Sonnenhof Großaspach | 1:0      | 1. FC Heidenheim |

* Klassentiefere Mannschaften genießen Heimrecht

## Finale
| Paarung                 | SG Sonnenhof Großaspach – SpVgg 07 Ludwigsburg |
| Ergebnis                | 1:0 (0:0) |
| Datum                   | 2. Juni 2009 |
| Stadion                 | Felsenberg-Arena, Schwieberdingen |
| Zuschauer               | 2.000 |
| Schiedsrichter          | Martin Petersen (Stuttgart) |
| Tore                    | 1:0 Nicolo Mazzola (90.) |
| SG Sonnenhof Großaspach | Milan Jurković – Manuel Wengert, Dennis Grab, Fabian Aupperle, Matthias Franz (90. Martin Cimander) – Nicolo Mazzola, Patrick Marschlich (68. Michael Deiß), Rüdiger Rehm, Oskar Schmiedel (90. Adam Adamos) – Saër Sène, Abedin Krasniqi (90. Daniel Zivaljević) Cheftrainer: Thomas Letsch           |
| SpVgg 07 Ludwigsburg    | Robert Belosević – Aleksandar Adzić (90. Robert Gitschier), Hasan Morina, George Berberoglu, Zoran Knežević (90. Domenico Botta) – Mustapha El M'Hassani, Marco Fischer, Ralf-Markus Hirsch, Erhan Polat (21. Schneider), Christian Kuhn (90. Christian Seeber) – Ümit Genc Cheftrainer: Gianni Coveli |